# Hadashot
Hadashot (en hébreu : חדשות, littéralement News) est un ancien quotidien de langue hébraïque, publié en Israël entre 1984 et 1993. 

## Histoire
Le 4 mars 1984, le PDG du groupe Haaretz, Amos Schocken, annonce le lancement d'un nouveau quotidien, Hadashot, avec Yossi Klein comme rédacteur en chef. C'est l'un des premiers journaux israéliens à utiliser l'impression couleur. 
Le journal est rapidement frappé par un scandale en publiant les détails de l'affaire Kav 300 (en) en violation de la censure militaire israélienne. Ayant décidé de ne pas rejoindre le comité de rédaction, Hadashot publie un article indiquant qu'un comité d'enquête avait été formé pour enquêter sur l'incident. En conséquence, le censeur interrompt la parution du journal pendant trois jours à compter du 29 avril 1984 pour ne pas avoir envoyé les informations sur l'article. Bien que le journal ait été lavé de toutes les accusations en 1993, cela nuit à l'élan acquis par le journal. 
Hadashot avait initialement une image jeune, de gauche et anti-établissement, et était écrit en hébreu juvénile, à la limite de l'argot. L'approche du document était incohérente ; parfois jaune, parfois intellectuelle. Dans les années suivantes, il est devenu plus conservateur. La diffusion est restée faible et lors d'une conférence de presse le 29 novembre 1993, Schocken a annoncé que le journal cessait de paraître. La dernière édition est publiée le 29 décembre 1993, le journal ayant enregistré une perte cumulée d'environ 20 millions de dollars. 
Parmi les principaux journalistes du journal figuraient Amnon Dankner, Dudu Geva (en), Dahn Ben-Amotz (en) et Irit Linur (en). Le photojournaliste Alex Levac (en) a également contribué au journal.